# Archifiltre
 (décembre 2020).
L'article doit être relu — et modifié si nécessaire — par des contributeurs indépendants pour apporter un regard critique aux contributions effectuées en violation des conditions d'utilisation de Wikipédia, tant sur la forme (notamment concernant le style encyclopédique, la proportionnalité) que sur le fond (la neutralité de point de vue, la qualité et l'indépendance des sources).
Chronologie des versions
v4.2.0
Archifiltre est un logiciel gratuit et open source d’analyse et de traitement d’arborescences de fichiers grâce à une représentation graphique sous forme de stalactites.
Le logiciel a été créé et est développé par le bureau des archives des ministères sociaux français au sein du secrétariat général des ministères chargés des affaires sociales (SGMCAS) et dans le cadre de la Fabrique des ministères sociaux depuis avril 2019.
Bien que son usage puisse être généraliste, il est essentiellement utilisé dans un cadre professionnel par les professionnels de l’information,.
En 2020, le logiciel est intégré à la liste des logiciels libres préconisés par l’État français dans le cadre de la modernisation globale de ses systèmes d’informations (SI).

## Généralités
L’interface d’Archifiltre visualise une arborescence de fichiers de manière globale et offre une navigation facilitant son analyse.
L’outil permet d’auditer cette arborescence (notamment via des exports) ainsi que d’ajouter des métadonnées (renommage, tag, description) ou de réorganiser l’arborescence en déplaçant des éléments.
Pour les professionnels de l’information, l’outil est une aide à l’archivage numérique par la production en fin du traitement d’une sortie au format SEDA (standard d’échange de données pour l’archivage), format d’entrée des documents et leurs métadonnées dans un système d’archivage électronique en France.

### Fonctionnalités
Le logiciel permet actuellement :
- d’analyser et de visualiser une arborescence ;
- de générer un rapport d’audit ;
- d’éditer des fichiers au format CSV;
- d’enrichir un versement ;
- d’exporter un paquet au format SEDA.

### Technique
Le logiciel, basé sur Electron, s'exécute sur Windows, MacOS et Linux.
Il dispose d’une licence Apache 2.0.
Le code est développé principalement en TypeScript.

## Historique
Archifiltre est né de la volonté de pouvoir analyser et traiter, a grande échelle, de grandes quantités de données bureautiques,. Aujourd’hui, l’essentiel des données produites par un service administratif est sous forme bureautique (documents, tableurs, présentations, mails, fichiers multimédias). Ces données doivent faire l’objet d’un tri, d’une évaluation et d’un archivage, notamment à cause de l’accroissement des volumes conservés et de la difficulté de recherche d’informations.
Le projet Archifiltre voit le jour en 2018, à la suite de sa sélection dans le cadre d’un appel à projets pour la 2e promotion du programme Entrepreneurs d’intérêt Général (EIG). Le programme EIG, porté par la mission Etalab et piloté par la DINSIC, a pour objectif d’accélérer la capacité d’expérimentation et de modernisation de l’État par le numérique. La sélection du défi Archifiltre par le programme EIG a permis d’initier le produit pendant dix mois,.
En avril 2019, Archifiltre rejoint la Fabrique numérique des ministères sociaux et devient ainsi une start-up d’État pour poursuivre son développement.
En 2020, le logiciel obtient le soutien du Service interministériel des Archives de France
En 2024, Archifiltre fait partie des 18 outils de l'Etat identifiés comme remarquables par le projet Awesome CodeGouvFr, porté par la missions logiciels libres et communs numériques.